# Mali podkvasti hudournik
Máli pôdkvasti hudoúrnik (znanstveno ime Hirundapus caudacutus) je velik hudournik iz družine hudournikov (Apodidae), poddružine in plemena iglorepih hudournikov (Chaeturinae, Chaeturini). Širše je bil znan kot najhitrejši ptič v vodoravnem letu, ki naj bi dosegel kar 47 m/s (skoraj 170 km/h), vendar ta podatek ni bil podprt z zanesljivimi meritvami. Kasneje je za najhitrejšega po natančnem merjenju obveljal (navadni) hudournik, ki med dvorjenjem razvije hitrost 31 m/s.

## Opis in zunanji videz
Mali podkvasti hudourniki imajo zelo kratke noge in jih rabijo le za oprijemanje na navpične površine. Svoja gnezda gradijo v skalnatih razpokah v pečinah ali votlih drevesih. Nikoli se prostovoljno ne naselijo na tla in večino življenja preživijo v zraku z lovom na žuželke.
Mali podkvasti hudournik je srednje velik ptič, po velikosti podoben planinskemu hudourniku (Tachymarptis melba), vendar je drugačne gradnje z masivnejšim sodastim telesom. Večinoma so črni razen belega čela, grla in podrepja. Bela barva se razteza na boka, hrbtišče pa je nekoliko bledorjavo. Dolžina telesa je od 190 do 220 mm, masa od 100 do 175 g, dolžina krila od 198 do 220 mm, razpon kril od 480 do 550 mm.

## Areal in območje razširjenosti
Ti hudorurniki valijo v skalnatih gorovjih v Osrednji Aziji in južni Sibiriji. Razširjen je v Avstraliji, Bruneju, Butanu, Indiji, Indoneziji, Japonskem, Kambodži, Kitajskem, obeh Korejah, Laosu, Maleziji, Mongoliji, Nepalu, Novi Zelandiji, Pakistanu, Rusiji, Tajski, Vzhodnem Timorju in Vietnamu.
Vrsta je selitvena in prezimuje na Indijski podcelini, Jugovzhodni Aziji in Avstraliji. V Zahodni Evropi je redko potepuška, vendar so jo opazili na Norveškem, Švedskem in Veliki Britaniji. Opazili so jo tudi na Finskem, Irskem, Malti, Španiji, Maldivih, Mauritiusu, Novi Kaledoniji, Sejšelih in ZDA (v glavnem na aljaških Pribilof Islands).
Junija 2013 so ptiča opazili v Združenem kraljestvu, prvič po 22-ih letih. Priletel je v manjšo vetrno turbino na otoku Harris v škotskih Zunanjih Hebridih, in poginil, njegovo telo pa so odnesli na konzervacijo v muzej.

## Sistematika
Rod podkvastih hudournikov (Hirundapus) je dobil ime po svojem iglastem koncu repa, ki ni razcepljen kot pri tipičnih hudournikih rodu hudournikov (Apus), ampak je odrezan ravno. Latinska beseda hirundo pomeni lastovka, beseda cauda rep, beseda acutus pa oster, špičast, bridek. Stržen vsakega krmilnega peresa na repu izstopa od 3 do 5 mm navzven v obliki igle.
Vrsta ima dve podvrsti: H. c. caudacutus in H. c. nudipes. H. c. nudipes se nanaša predvsem na podvrsto v Himalaji.